# 陈元靓
陳元靚（?—?），建州崇安（今福建南平市）人，南宋末年文学家。
自署“廣寒仙裔”，僅知是陳遜的後裔，生平不詳。著有《事林廣記》、《歲時廣記》四十卷、《博聞錄》等書，他的作品有刘纯、朱鑑等人作序，大約是宋理宗时人。